# Urundel
Urundel är en ort i Argentina.   Den ligger i provinsen Salta, i den norra delen av landet, 1 400 km norr om huvudstaden Buenos Aires. Urundel ligger 350 meter över havet och antalet invånare är 2 874.
Terrängen runt Urundel är platt. Runt Urundel är det mycket glesbefolkat, med 4 invånare per kvadratkilometer.. Närmaste större samhälle är Yuto, 12,3 km sydväst om Urundel.
Trakten runt Urundel består till största delen av jordbruksmark.